# Moblog
 (mai 2025).
Si vous disposez d'ouvrages ou d'articles de référence ou si vous connaissez des sites web de qualité traitant du thème abordé ici, merci de compléter l'article en donnant les références utiles à sa vérifiabilité et en les liant à la section « Notes et références ».
Moblog, ou moblogue, est un mot-valise des termes « mobile » et « blog ». Un blog mobile, ou moblog, est défini par du contenu édité sur Internet depuis un appareil mobile, tel qu'un téléphone cellulaire ou un assistant personnel.
Les premiers développements moblogs proviennent du Japon, pays précurseur des téléphones mobiles avec appareil photo intégré.
D'après Joi Ito concernant la chronologie des moblogs, la première contribution a été faite par Steve Mann en 1995. Il a alors utilisé un ordinateur habit, un prédécesseur plus élaboré des appareils actuels. La première publication sur Internet depuis un appareil mobile était de Stuart Woodward en janvier 2001.